# 岩生翠雀花
岩生翠雀花（学名：Delphinium davidii var. saxatile）为毛茛科翠雀属下的一个变种。

## 扩展阅读
- 維基物種上的相關：岩生翠雀花